# 79e méridien ouest
En géographie, le 79e méridien ouest est le méridien joignant les points de la surface de la Terre dont la longitude est égale à 79° ouest.

## Géographie

### Dimensions
Comme tous les autres méridiens, la longueur du 79e méridien correspond à une demi-circonférence terrestre, soit 20 003,932 km. Au niveau de l'équateur, il est distant du méridien de Greenwich de 8 794 km,.
Avec le 101e méridien est, il forme un grand cercle passant par les pôles géographiques terrestres.

### Régions traversées
En commençant par le pôle Nord et descendant vers le sud au pôle Sud, Le 79e méridien ouest passe par:
| Coordonnées          | Pays, territoire ou mer | Notes |
| -------------------- | ----------------------- | --- |
| 90° 00′ N, 79° 00′ O | Océan Arctique          | |
| 82° 52′ N, 79° 00′ O | Canada                  | Nunavut — Île Ellesmere |
| 76° 25′ N, 79° 00′ O | Détroit du Glacier (en) | |
| 76° 07′ N, 79° 00′ O | Canada                  | Nunavut — Île Coburg |
| 75° 50′ N, 79° 00′ O | Baie de Baffin          | |
| 73° 38′ N, 79° 00′ O | Canada                  | Nunavut — Île Bylot |
| 72° 46′ N, 79° 00′ O | Tasiujaq                | |
| 72° 26′ N, 79° 00′ O | Canada                  | Nunavut — Île Qimivvik (en), Île Mumiksaa (en) et Île de Baffin |
| 69° 53′ N, 79° 00′ O | Bassin de Foxe          | Passe juste à l'ouest de l'Île Koch, Nunavut, Canada (à 69° 29′ N, 78° 51′ O) |
| 69° 07′ N, 79° 00′ O | Canada                  | Nunavut — Île Rowley |
| 68° 54′ N, 79° 00′ O | Bassin de Foxe          | Passe juste à l'ouest des Île Spicer Nord (en), Nunavut, Canada (à 68° 29′ N, 78° 57′ O) |
| 68° 22′ N, 79° 00′ O | Canada                  | Nunavut — Île Spicer Sud (en) |
| 68° 11′ N, 79° 00′ O | Bassin de Foxe          | |
| 65° 30′ N, 79° 00′ O | Canal Foxe (en)         | |
| 62° 42′ N, 79° 00′ O | Baie d'Hudson           | Passe juste à l'ouest de l'Île Elsie (en), Nunavut, Canada (à 58° 51′ N, 78° 58′ O) |
| 56° 25′ N, 79° 00′ O | Canada                  | Nunavut — Île Flaherty et Île Innetalling (en) |
| 55° 59′ N, 79° 00′ O | Baie d'Hudson           | Passe juste à l'est de Long Island, Nunavut, Canada (à 54° 56′ N, 79° 01′ O) |
| 54° 50′ N, 79° 00′ O | Canada                  | Québec |
| 53° 24′ N, 79° 00′ O | Baie James              | Passe à l'ouest de Waskaganish (Fort Rupert, Québec) à 51° 29′ N, 79° 00′ O |
| 51° 47′ N, 79° 00′ O | Canada                  | Québec Ontario — à partir de 46° 35′ N, 79° 00′ O |
| 43° 49′ N, 79° 00′ O | Lac Ontario             | |
| 43° 16′ N, 79° 00′ O | États-Unis              | New York — Passe juste à l'est de Chutes Niagara (à 43° 05′ N, 79° 04′ O) et à l'ouest de Lockport (à 43° 10′ N, 78° 42′ O) |
| 42° 58′ N, 79° 00′ O | Canada                  | Ontario |
| 42° 52′ N, 79° 00′ O | Lac Erie                | |
| 42° 42′ N, 79° 00′ O | États-Unis              | New York — Grand Island et la rivière Niagara près de Buffalo Pennsylvanie — à partir de 42° 00′ N, 79° 00′ O Maryland — à partir de 39° 43′ N, 79° 00′ O West Virginia — à partir de 39° 27′ N, 79° 00′ O Virginie — passe juste à l'est de Staunton à 38° 09′ N, 79° 04′ O Caroline du Nord — passe juste à l'ouest de Durham à 35° 59′ N, 79° 00′ O Caroline du Sud — à partir de 34° 14′ N, 79° 00′ O |
| 33° 34′ N, 79° 00′ O | Océan Atlantique        | passe juste à l'ouest de Grand Bahama, Bahamas (à 26° 41′ N, 79° 00′ O) |
| 22° 40′ N, 79° 00′ O | Cuba                    | Cayo Santa Maria et l'île principale |
| 21° 36′ N, 79° 00′ O | Mer des Caraïbes        | |
| 20° 53′ N, 79° 00′ O | Cuba                    | Doce Leguas Cays |
| 20° 51′ N, 79° 00′ O | Mer des Caraïbes        | |
| 9° 34′ N, 79° 00′ O  | Panama                  | |
| 8° 57′ N, 79° 00′ O  | Océan Pacifique         | Golfe de Panama |
| 8° 28′ N, 79° 00′ O  | Panama                  | Archipel des Perles |
| 8° 27′ N, 79° 00′ O  | Océan Pacifique         | |
| 1° 41′ N, 79° 00′ O  | Colombie                | Point le plus occidental |
| 1° 35′ N, 79° 00′ O  | Océan Pacifique         | Baie Ancón de Sardinas |
| 1° 14′ N, 79° 00′ O  | Équateur                | |
| 4° 59′ S, 79° 00′ O  | Pérou                   | |
| 8° 13′ S, 79° 00′ O  | Océan Pacifique         | |
| 33° 40′ S, 79° 00′ O | Chili                   | Île Robinson Crusoe et Île Santa Clara |
| 33° 42′ S, 79° 00′ O | Océan Pacifique         | |
| 60° 00′ S, 79° 00′ O | Océan Austral           | |
| 72° 57′ S, 79° 00′ O | Antarctique             | Liste des territoires revendiqués par le Chili (Province de l'Antarctique chilien) et par le Royaume-Uni (Territoire antarctique britannique) |